# Liste des aéroports les plus fréquentés en Équateur
Cet article dresse la liste des aéroports les plus fréquentés en Équateur, d'après la principale source :

## En graphique
Pour des raisons techniques, il est temporairement impossible d'afficher le graphique qui aurait dû être présenté ici.

Voir la requête brute et les sources sur Wikidata.

## Tableau du total de la fréquentation
Ce tableau indique le total de la fréquentation en passagers aériens internationaux du pays par année
| Année | Passagers |
| 2009  | 1347647   |
| 2010  | 1474850   |
| 2011  | 1541945   |
| 2012  | 1569994   |
| 2013  | 1756923   |
| 2014  | 1955906   |
| 2015  | 1977509   |
| 2016  | 2009665   |
| 2017  | 2050105   |
| 2018  | 2183178   |
| 2019  | 2239931   |